# ديوان الشويكي
ديوان الشويكي هو شرح وتفسير لمجموعة شعرية للشاعر الملا مهدي الشويكي ألفه عبدالأمير الشويكي في مدينة الفلاحية في إيران بينما كان مجموعة من مخطوطات مبعثرة ومعرضة لخطر التلف.وفی ذلک یقول المؤلف :
الدِّيوان الذي تَرَونَهُ في هذهِ الحُلَّة القَشيبَة، لَم يَکُن ديوانًا مخطوطاً و مکتوبًا بَين دَفَّتَين، بَل کان أَوراقًا مُبعْثَرَةً، القصائِدُ جُلُّها في حالَة مُسْوَدَّة أَو مُسَوَّدَة أَي لَم تُبَيَّض بَعد.و القصايِد المُبيَّضَة لَم تِصل الينا و کما نَقَل آباءُنا أَنَّ المُلاَّ مهدي قال الکثير من الأَشعار و خاصَّةً في رثاء أَهل البيت عليهم السَّلام و بعدَ سبعة و خمسين سَنة، تبادَر بذهننا إِحياء ذِکر المُلاَّ مهدي لذا قُمتُ بجمع الأَوراق المُبعثرة وکتبتُها و حَقَّقتُها وشرحتُها و شَکَّلتُها، حتی ظَهَرَ هذا الکتاب الذي سُمِّيَ ب«ديوان الشُّويکي»
ومحقق عبدالاميرعبدالرسول ملامحمود الشويكي [ حسوني زاده ] له مؤلفات من اهمها
[النبراس المنير في اللغة العامية و جذورها الفُصحی ]
[موسوعه اللهجة الاهوازیه ]
[ديوان الشويكي] 
وأمّا شاعِرنا الملا مهدي ابن الملاعبدعلي ابن الشيخ أحمدبن الشيخ محمد علي بن الشيخ محمّد بن العلامةالشيخ عبدالله الشويكي الخَطِّي، وُلِد في الدَّورق؛ الفلاحيَّة حاضرة بني كعب وتُوفَّي فيها بتاريخ ١٧ ذي القعدة ١٣٨٦هجري قمري الموافق ١٣٤٥/١٢/٨ هجري شمسي والمصادف ٢٧فبراير شباط عام ١٩٦٦م ،دُفِن في النَّجف الأشرف.قد انحدر شاعرنا الملامهدي الشويكي من عائلةٍ عرف عددٌ كبيرٌ من افرادها كرجال دين وشُعراء وأُدباء وخطباء. وفي هذه العائلة تفتّحت بصيرتهُ وتتلمذ على يد والده اوّلاً ثمّ على يد جماعةٍ من عُلماء المنطقة وكانت لهُ صلةٌ بالمغفور له السيّد محمد على ابن السيد عدنان الغريفي وأيضاً كان تتردّد على بعض عُلماء النّجف الأشرف كالمغفور لهما السّيّد أبو الحسن الإصفهاني والسّيّد محسن الحكيم وغيرهم حتّى أخذ منهم الإجازات في الأحكام الشّرعيّة. فكان دأبُهُ و ولعُهُ و شغفُهُ بمطالعَة الكُتُب الّتي كان يَأتي بِها من النّجف الأشرف وكانت لديهِ مكتبة خَطيَّة.وهذه الكُتب كانت لهُ أفضل مُكتسَب وأشرف مُنتسَب وأنفَس ذخيرةٍ تُقتنى وأطيب ثمرةٍ تُجتنى ولكن أحداث الدَّهر عاثَت بها ولم يَبقَ شيءُ منها واندرست آثارها.فكان رَحمهُ الله لهُ باعٌ طويل في معرفة الأدبِ والشِّعرِ والعلوم الدّينيَّة ، أمّا ذَوقهُ الأدبي وقريحتهُ الشِّعريَّة فهي مُتبلورةٌ في قصائدهِ واشعارهِ.بعض اشعاره: الشّاعرالأديب الملا مهدي الشّويكي
هذه الابيات قالها في رثاء فاطمة الزهراء صلوات الله عليها:
ولكُم خطبٌ فضيعٌ    مِن بني السوء دهاكِ
غَصبوا منكِ لعمري     من بها الله حباكِ
وأحالوا الأمر ظلماً      لابن يتمٍ وصهاكِ
أمروا الرّجس وخانوا المصطفى الهادئ أباكِ
هدموا الإسلام لمّا    دخلوا بيت حِماكِ
هتكوا حرمة بيتٍ     قد سما فوق السّماكِ 
وبعين الله قادوا     المرتضى الطّهر عِداكِ 
فخرجتِ خلفه عدواً    ومنك الطّرف باكي
ثم ناديتِ اتركوهُ      أو ساعدوا بالهلاكِ 
ليت عينَ المصطفى     في ذلك اليوم تراكِ 
كيف ذاك العبد والرّ    جس بسوطٍ قنّعاكِ
عجباً للشمسِ لم لا     كُوّرت إذ ضرباكِ
ولعرشِ الله لم لا    خرَّ من أجلِ نِداكِ 
قال مُشطِّراً،في رثاء علي بن الحسين الأكبر عليه السلام:
(كُنت السّواد لناظري)   بل نور عيني الزّاهرُ
فغدوتُ بعدك ذا أسىً     يبكي عليكَ النّاظرُ
من شاء بعدك فليمُت  بادي الورى أو حاضِرُ
فعليك كنتُ محافِظاً    وعليك كنتُ أُحاذرُ
قال الملا مهدي الشويكي في حق الحاج هاشم الكعبي:
كفَى كعب فخراً أنّ هاشم منهُمُ         
ففاخر به من شئت في النّظمِ والنّثرِ 
الشّاعِر الأَدیب المُلَّا مَهدی الشُّویَکی 
```
أَخَفَّت بِهِ بَعدَ الوِقارالمَطامِعُ 
```

فَظَلَّ لَها فی کُلِّ حیِنٍ یُسارِعُ
فَیا أَیِّها المُنقادُ طَوعاً لِصِبیَةٍ
رُوَیدَکَ قَد صَانَعتَ مَن یصُانعُ
أَ غَرَّکَ ذو جَهل ٍفَصَدَّقتَ قَولَهُ
وَ أَطرَیتَ مِنهُ مَاتَمُج المَسامِعُ
خُدِعتَ بِبَرقٍ لاحَ فی کُلِّ لَیلَةٍ
وَلَم تکُ قَبلَ الیَومِ مِمَّن تُخادعُ 
وَتابَعتُ جُهَّالاًعَلی وِفق قَصدِهِم
وَقَدکُنتَ مَتبوعاًفَألفَیتَ تابِعُ 
الشّاعرألادیب الملامهدی الشویکی مورخاً وفات العالم الشیخ سلمان المحسنی الفلاحی  ١٣٤١ه.ق
لهفی علی بدرِ هدیً    تحتِ الثری تحجّبا 
فاظَلَم الافقُ لَه    والدهرُ حزناً قطّبا 
فَمُذ ثوی ارّخُتُه   (بدر الکمال غُیّبا)                            

لقد قسمت قصائدواشعار الملا مهدي الشويكي (المتوفي 17 ذي القعدة لعام 1386 من الهجرة) في هذا الدیوان إلي أربعة أبواب.
- المديح و هو مدح شخصيات ذات أهمية وثقل في المجتمع في أنذاك
- الرثاء رثى الملا مهدي عدة من الشخصيات، من رجال الدين ورؤساء العشاير ورجال أدب وعلم
- الغزل
- أشعار متفرقة في الهجاء والتشطير والمعارضة وتأریخ بعض الأحداث والوفیات علی طریقة حساب الجمل

المؤلفات الأخرى لعبدالأمير الشويكي:
۱. النبراس المنير في اللغة العامية و جذورها الفصحى
٢. موسوعة اللهجة الأهوازية
٣. معجم الشويكي 
٤. فرهنگ دورق